# U-69 (1940)
U-69 – niemiecki okręt podwodny typu VII C z okresu II wojny światowej. Okręt wszedł do służby w 1940.

## Historia
Zamówienie na pierwszy okręt podwodny typu VII C zostało złożone w stoczni Germaniawerft w Kilonii 30 maja 1938. Rozpoczęcie budowy okrętu miało miejsce 11 listopada 1939. Wodowanie nastąpiło 19 września 1940, wejście do służby 2 listopada 1940.
Po wejściu do służby wszedł w skład 7. Flotylli okrętów podwodnych, w ramach której stacjonował w Kilonii i Saint-Nazaire. Przez pierwsze miesiące służby wykorzystywany do treningu nowej załogi. Okręt zatonął podczas swojego jedenastego patrolu bojowego 17 lutego 1943. Ciężko uszkodzony przez brytyjskie bomby głębinowe, zmuszony do wynurzenia został staranowany przez niszczyciel HMS „Fame” i zatonął. Zginęła cała 46 osobowa załoga okrętu. Do czasu zatonięcia podczas 11 patroli bojowych zatopił 16 jednostek nieprzyjaciela o łącznym tonażu 67 500 BRT oraz uszkodził 2 jednostki o łącznym tonażu 10 332 BRT.
Pozycja zatopienia okrętu: 50°36′00″N 41°07′00″W/50,600000 -41,116667
| Dowódca              | Wyjście na patrol                    | Powrót z patrolu                    | Dni w morzu |
| -------------------- | ------------------------------------ | ----------------------------------- | ----------- |
| Kptlt. Jost Metzler  | 10 lutego 1941 – Kilonia             | 1 marca 1941 – Lorient              | 20 dni      |
| Kptlt. Jost Metzler  | 18 marca 1941 – Lorient              | 11 kwietnia 1941 – Lorient          | 25 dni      |
| Kptlt. Jost Metzler  | 5 maja 1941 – Lorient                | 8 lipca 1941 – Saint-Nazaire        | 65 dni      |
| Kptlt. Jost Metzler  | 21 sierpnia 1941 – Saint-Nazaire     | 27 sierpnia 1941 – Saint-Nazaire    | 7 dni       |
| KrvKpt. Wilhelm Zahn | 1 września 1941 – Saint-Nazaire      | 1 października 1941 – Saint-Nazaire | 31 dni      |
| KrvKpt. Wilhelm Zahn | 30 października 1941 – Saint-Nazaire | 8 grudnia 1941 – Saint-Nazaire      | 40 dni      |
| KrvKpt. Wilhelm Zahn | 18 stycznia 1942 – Saint-Nazaire     | 26 stycznia 1942 – Saint-Nazaire    | 9 dni       |
| KrvKpt. Wilhelm Zahn | 31 stycznia 1942 – Saint-Nazaire     | 17 marca 1942 – Saint-Nazaire       | 46 dni      |
| Kptlt. Ulrich Gräf   | 12 kwietnia 1942 – Saint-Nazaire     | 25 czerwca 1942 – Saint-Nazaire     | 75 dni      |
| Kptlt. Ulrich Gräf   | 15 sierpnia 1942 – Saint-Nazaire     | 5 listopada 1942 – Lorient          | 83 dni      |
| Kptlt. Ulrich Gräf   | 2 stycznia 1943 – Lorient            | 17 lutego 1943 – zatopiony          | 47 dni      |

| Data                 | Godzina   | Pozycja ataku                                        | Nazwa                     | BRT  | Bandera         | Konwój | Typ ataku                | Status                 |
| -------------------- | --------- | ---------------------------------------------------- | ------------------------- | ---- | --------------- | ------ | ------------------------ | ---------------------- |
| 17 lutego 1941       | 21:19 CET | 59°53′00″N 12°12′00″W/59,883333 -12,200000           | MS Siamese Prince         | 8456 | Wielka Brytania |        | torpedowy                | zatopiony              |
| 19 lutego 1941       | 08:00 CET | 60°33′00″N 18°50′00″W/60,550000 -18,833333           | SS Empire Blanda          | 5693 | Wielka Brytania | HX-107 | torpedowy                | zatopiony              |
| 23 lutego 1941       | 23:39 CET | 59°30′00″N 21°00′00″W/59,500000 -21,000000           | SS Svein Jarl             | 1908 | Norwegia        | OB-288 | torpedowy                | zatopiony              |
| 30 marca 1941        | 07:34 CET | 60°18′00″N 29°28′00″W/60,300000 -29,466667           | SS Coultarn               | 3759 | Wielka Brytania | OB-302 | torpedowy                | zatopiony              |
| 3 kwietnia 1941      | 06:01 CET | 58°22′00″N 28°55′00″W/58,366667 -28,916667           | SS Thirlby                | 4887 | Wielka Brytania | SC-26  | torpedowy                | uszkodzony             |
| 21 maja 1941         | 10:05 CET | 6°10′00″N 25°40′00″W/6,166667 -25,666667             | SS Robin Moor             | 4999 | USA             |        | torpedowy / artyleryjski | zatopiony              |
| 21 maja 1941         | 23:41 CET | 5°49′00″N 24°09′00″W/5,816667 -24,150000             | SS Tewkesbury             | 4601 | Wielka Brytania |        | torpedowy / artyleryjski | zatopiony              |
| 31 maja 1941         | 00:25 GMT | 5°33′00″N 0°13′00″W/5,550000 -0,216667 Accra Harbour | MS Sangra                 | 5445 | Wielka Brytania |        | torpedowy                | śmiertelnie uszkodzony |
| 4 czerwca 1941       |           | 6°27′00″N 3°24′00″E/6,450000 3,400000 Lagos Harbour  | Pogłębiarka Robert Hughes | 2879 | Wielka Brytania |        | mina                     | zatopiony              |
| 27 czerwca 1941      | 01:49 CET | 23°50′00″N 21°10′00″W/23,833333 -21,166667           | SS Empire Ability         | 7603 | Wielka Brytania | SL-78  | torpedowy                | zatopiony              |
| 27 czerwca 1941      | 02:37 CET | 24°00′00″N 21°00′00″W/24,000000 -21,000000           | SS River Lugar            | 5423 | Wielka Brytania | SL-78  | torpedowy                | zatopiony              |
| 4 lipca 1941         | 04:36 CET | 30°44′00″N 18°36′00″W/30,733333 -18,600000           | SS Robert L. Holt         | 2918 | Wielka Brytania | OB-337 | artyleryjski             | zatopiony              |
| 1 maja 1942          | 17:28 CET | 35°50′00″N 59°40′00″W/35,833333 -59,666667           | SV James E. Newsom        | 671  | Wielka Brytania |        | artyleryjski             | zatopiony              |
| 12 maja 1942         | 09:03 CET | 13°53′00″N 68°20′00″W/13,883333 -68,333333           | MT Lise                   | 6826 | Norwegia        |        | torpedowy / artyleryjski | zatopiony              |
| 13 maja 1942         | 04:08 CET | 12°13′00″N 66°30′00″W/12,216667 -66,500000           | SS Norlantic              | 2606 | USA             |        | torpedowy / artyleryjski | zatopiony              |
| 21 maja 1942         | 07:53 CET | 14°45′00″N 62°15′00″W/14,750000 -62,250000           | SS Torondoc               | 1927 | Kanada          |        | torpedowy                | zatopiony              |
| 9 października 1942  | 06:09 CET | 48°47′00″N 68°10′00″W/48,783333 -68,166667           | SS Carolus                | 2375 | Kanada          | NL-9   | torpedowy                | zatopiony              |
| 14 października 1942 | 08:21 CET | 47°19′00″N 59°29′00″W/47,316667 -59,483333           | SS Caribou                | 2222 | Wielka Brytania | NL-9   | torpedowy                | zatopiony              |

## Przebieg służby
- 02.11.1940 – 31.01.1941 7. Flotylla U-bootów w Kilonii/St.Nazaire (szkolenie)
- 01.02.1941 – 17.02.1943 7. Flotylla U-bootów w Kilonii/St.Nazaire (okręt bojowy)

### Dowódcy
Jeśli nie podano inaczej wymieniony stopień, jest rangą pełnioną podczas sprawowania dowodzenia.
- 02.11.1940 – 28.08.1941 Kapitänleutnant (kapitan marynarki) Jost Metzler
- 24.08.1941 – 28.08.1941 Oberleutnant zur See (porucznik marynarki) Hans Jürgen Auffermann
- 28.08.1941 – 31.03.1942 Korvettenkapitän[2] (komandor podporucznik) Wilhelm Zahn
- 31.03.1942 – 17.02.1943 Kapitänleutnant[3] (kapitan marynarki) Ulrich Gräf